# Tesson Ferry Township
Die Tesson Ferry Township ist eine von 28 Townships im St. Louis County im Osten des US-amerikanischen Bundesstaates Missouri und Bestandteil der Metropolregion Greater St. Louis. Das U.S. Census Bureau hat bei der Volkszählung 2020 eine Einwohnerzahl von 39.520 ermittelt.

## Geografie
Die Tesson Ferry Township liegt im südwestlichen Vorortbereich von St. Louis am linken Ufer des Meramec River. Der Mississippi, der die Grenze zu Illinois bildet, befindet sich rund vier Kilometer östlich der Tesson Ferry Township.
Die Tesson Ferry Township liegt auf 38° 30′ N, 90° 23′ W und erstreckt sich über 55,4 km², die sich auf 54,4 km² und 1,0 km² Wasserfläche verteilen.
Die Tesson Ferry Township liegt im Süden des St. Louis County und grenzt südlich und südwestlich an das Jefferson County. Innerhalb des St. Louis County grenzt die Tesson Ferry Township im Nordwesten an die Bonhomme Township, im Norden an die Gravois und die Concord Township, im Nordosten an die Lemay Township sowie im Südosten an die Oakville Township.

## Verkehr
Die Interstate 270, die südliche Umgehungsstraße von St. Louis, bildet die nordöstliche Grenze der Tesson Ferry Township. Die Interstate 55, die von Chicago über St. Louis und Memphis nach New Orleans verläuft, führt durch den Osten der Township. Parallel dazu verlaufen auf einer gemeinsamen Strecke die U.S. Highways 61 und 67. Im äußersten Nordwesten begrenzt die Interstate 44 die Township. Ferner verlaufen in der gleichen Richtung die Missouri State Routes 21 und 30 durch die Township. Bei allen weiteren Straßen innerhalb der Township handelt es sich um innerstädtische Verbindungsstraßen.
Durch den äußersten Osten der Township verläuft eine Eisenbahnlinie der BNSF Railway.
Der Lambert-Saint Louis International Airport liegt rund 35 km nördlich der Tesson Ferry Township.

## Demografische Daten
Nach der Volkszählung im Jahr 2010 lebten in der Tesson Ferry Township 38.546 Menschen in 16.554  Haushalten. Die Bevölkerungsdichte betrug 708,6 Einwohner pro Quadratkilometer. In den 16.554 Haushalten lebten statistisch je 2,29 Personen.
Ethnisch betrachtet setzte sich die Bevölkerung zusammen aus 94,4 Prozent Weißen, 1,7 Prozent Afroamerikanern, 0,1 Prozent amerikanischen Ureinwohnern, 2,2 Prozent Asiaten sowie 0,5 Prozent aus anderen ethnischen Gruppen; 1,2 Prozent stammten von zwei oder mehr Ethnien ab. Unabhängig von der ethnischen Zugehörigkeit waren 2,0 Prozent der Bevölkerung spanischer oder lateinamerikanischer Abstammung.
19,6 Prozent der Bevölkerung waren unter 18 Jahre alt, 59,1 Prozent waren zwischen 18 und 64 und 21,3 Prozent waren 65 Jahre oder älter. 53,1 Prozent der Bevölkerung war weiblich.
Das mittlere jährliche Einkommen eines Haushalts lag bei 63.718 USD. Das Pro-Kopf-Einkommen betrug 40.608 USD. 2,6 Prozent der Einwohner lebten unterhalb der Armutsgrenze.

## Ortschaften
Neben gemeindefreier Besiedlung lebt ein Teil der Bevölkerung der Tesson Ferry Township in Sunset Hills, das als einzige selbstständige Kommune der Township über den Status „City“ verfügt.